# HD 121190
HD 121190，又名CD-51 7832，SAO 241294、HR 5230，是一颗恒星，视星等为5.71，位于銀經312.77，銀緯9.49，其B1900.0坐标为赤經13h 48m 45s，赤緯-51° 9.49′ 7″。